# Geréb (tisztség)
A geréb tisztség, német nyelven Gräve (Graf=ispán) az erdélyi szászok társadalmán belül elkülönülő sajátos vezető réteg tagjainak elnevezése; elsőrendű hivatásuk pedig a katonáskodás volt.

## Leírása
Az erdélyi szász gerébek a szászok többségétől eltérően hivatásos harcosok voltak. A közösség katonaállítási kötelezettségének a gerébek hadbavonulása által tett eleget, és ugyanakkor alsó fokon a gerébek ítélkeztek is a szász falvak népe felett. A geréb azonban nem volt földesura a vezetése alá tartozó népnek, nem volt tulajdonosa a földnek, nem tarthatott igényt feudális szolgáltatásokra, hanem tagja volt a közösségnek, mely a földet a királytól adományként kapta. Részt kellett vállalnia a királynak járó adóteherben is, de alsóbb fokú bíráskodási tevékenységének fejében, melyet a nép bizalmából és a király beleegyezésével, királyi tisztviselők ellenőrzése alatt életfogytiglan gyakorolt, bizonyos anyagi előnyöket élvezett: a közösen birtokolt földből a szokásosnál nagyobb hányadot, malomjogot valamint a beszedett törvénykezési bírságok egy részét. A gerébek kezében így gazdasági hatalom összpontosult, tekintélyük növekedett, nagy részüknek sikerült tisztségüket örökletessé tenni. Az elvileg egyenlő jogú szász közösségen belül így egy formálisan el nem ismert, de mindinkább elkülönülő új társadalmi osztály keletkezett, melynek megvolt az anyagi lehetősége, hogy teljesítse a költséges személyes katonáskodást, s ennek révén életformában a magyar nemességhez közelebb kerüljön.
A 13. századtól kezdődően a Szászok földjén kívül is több geréb-család szerzett birtokot, ezáltal rokonságba kerülve az erdélyi magyar nemességgel, beolvadt abba. A gerébeket még a 14. században is élesen megkülönböztették az igazi nemességtől (nobiles et alii comites), bár életmódjuk és jogaik hasonlóak voltak (Saxones Transilvani predia tenentes et more nobilium se gerentes). 